# Est (Burkina Faso)
Est ist eine von 13 Regionen, in die der westafrikanische Staat Burkina Faso administrativ aufgeteilt ist. Hauptstadt ist Fada N’Gourma. Die im Osten liegende Region umfasst die Provinzen Gnagna, Gourma, Komondjari, Kompienga und Tapoa.
Im Gegensatz zum Mossi-Plateau ist die Region Est mit 1.941.505 Einwohnern auf 46.256 km² eher dünn besiedelt und so kommt es, dass zahlreiche Migranten, insbesondere Mossi und Fulbe, zu den alteingesessenen Gourmantché stoßen.
Die Region Est hat die größten Naturschutzgebiete des Landes: den Nationalpark Arly, den burkinischen Teil des Nationalpark W und die réserves von Pama, Arli, Singou und Kourtiagou. Westlich von Pama liegt der Kompiengastausee.
Die Bewohner leben hauptsächlich von der Landwirtschaft. In 45 Minen werden Bodenschätze zu Tage gefördert, darunter Kupfer und Gold.
Koordinaten: 12° 0′ N, 0° 42′ O